# عيد ميلاد الملكة الرسمي

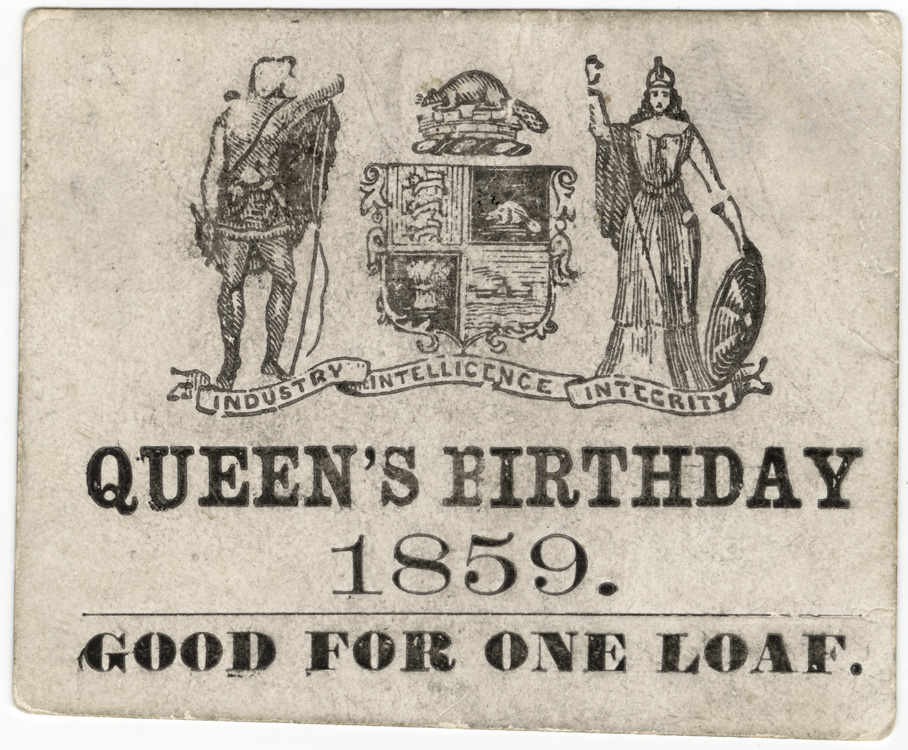

عيد ميلاد الملكة الرسمي أو عيد ميلاد الملك الرسمي ، هو اليوم المختار في بعض عالم الكومنولث التي يتم فيها الاحتفال بعيد ميلاد الملك رسميًا في تلك البلدان. لا يتوافق بالضرورة مع تاريخ ميلاد الملك الفعلي.

تم الاحتفال بعيد ميلاد السيادة رسميًا لأول مرة في مملكة بريطانيا العظمى عام 1748 ، للملك جورج الثاني. منذ ذلك الحين ، تم تحديد تاريخ عيد ميلاد الملك أو الملكة في جميع أنحاء الإمبراطورية البريطانية ، ولاحقًا دول الكومنولث ، إما عن طريق الإعلانات الملكية الصادرة عن السيادة أو نائب الملك ، أو من خلال القوانين التشريعية التي أقرها البرلمان المحلي. يختلف تاريخ الاحتفال اليوم كما اعتمده كل بلد ويتم تحديده بشكل عام في نهاية شهر مايو أو بداية شهر يونيو ، ليتزامن مع احتمال أكبر لطقس جيد في نصف الأرض الشمالي للاحتفالات الخارجية. في بعض الحالات ، تكون عطلة رسمية  ، تتماشى أحيانًا مع الاحتفال بأحداث أخرى. تصدر معظم عوالم الكومنولث قائمة الشرف بعيد ميلاد الملكة في هذا الوقت.

## أستراليا
تحتفل الولايات والأقاليم الأسترالية بعيد ميلاد الملكة في يوم الاثنين الثاني من شهر يونيو ، باستثناء غرب أستراليا وكوينزلاند. بينما تحتفل أستراليا الغربية بيوم أستراليا الغربية (المعروف سابقًا باسم يوم التأسيس) في أول يوم اثنين في يونيو ، يعلن حاكم أستراليا الغربية كل عام اليوم الذي ستحتفل فيه الولاية بعيد ميلاد الملكة ، بناءً على الشروط المدرسية وعرض بيرث الملكي . لا توجد قاعدة ثابتة لتحديد هذا التاريخ ، على الرغم من أنه عادة ما يكون يوم الاثنين الأخير من سبتمبر أو الاثنين الأول من أكتوبر. تحتفل بعض المناطق الإقليمية بغرب أستراليا بعيد ميلاد الملكة العام في أيام بديلة للتواريخ أو الأحداث المهمة محليًا.  في عام 2012 ، احتفلت كوينزلاند بالعطلة في أكتوبر ، حيث تم حجز عطلة يونيو للاحتفال باليوبيل الماسي إليزابيث الثانية كملكة أستراليا ، وبعد ذلك عادت العطلة لمدة ثلاث سنوات إلى تاريخها التقليدي تماشيًا مع الولايات الشرقية الأسترالية الأخرى. ومع ذلك ، بدءًا من عام 2016 ، تحتفل كوينزلاند بالعطلة في يوم الاثنين الأول من أكتوبر.

## كندا
حدد الإعلان الملكي الصادر في 5 فبراير 1957 عيد ميلاد الملك الكندي الرسمي يوم الاثنين الأخير قبل 25 مايو.  تم الاحتفال بعيد ميلاد السيادة في كندا منذ عام 1845 ، عندما أصدرت الجمعية التشريعية لمقاطعة كندا قانونًا للسماح بالاعتراف بعيد ميلاد الملكة فيكتوريا ، 24 مايو ، باعتباره عطلة عامة.  على مدى العقود التي تلت وفاة الملكة فيكتوريا في عام 1901 (في ذلك الوقت أصبح يوم الاثنين قبل 25 مايو معروفًا بالقانون باسم يوم فيكتوريا ) ، تغير التاريخ الرسمي في كندا لعيد ميلاد الملك الحاكم من خلال الإعلانات الملكية المختلفة: لإدوارد السابع استمر في الإعلان السنوي الذي يجب مراعاته في 24 مايو ، ولكن كان 3 يونيو لجورج الخامس و 23 يونيو لإدوارد الثامن (أعياد ميلادهم الفعلية).
تنازل إدوارد الثامن في 11 ديسمبر 1936 ، قبل ثلاثة أيام من عيد ميلاد شقيقه وخليفته جورج السادس. وعبر الملك الجديد لوزرائه عن رغبته في عدم الاحتفال بعيد ميلاده علانية في ظل الظروف الأخيرة. لكن رئيس الوزراء في ذلك الوقت ، وليام ليون ماكنزي كينغ ، وبقية أعضاء مجلس الوزراء ، واللورد تويدسموير ، الحاكم العام ، شعروا بخلاف ذلك ، حيث رأوا مثل هذا الاحتفال كوسيلة لبدء عهده بملاحظة إيجابية.  تم الاحتفال بعيد ميلاد جورج السادس الرسمي في كندا بعد ذلك في أيام مختلفة بين 20 مايو و 14 يونيو.
الملك جورج السادس في أوتاوا ، أونتاريو ، في عيد ميلاده الرسمي ، 1939
أول عيد ميلاد رسمي لإليزابيث الثانية ، ابنة جورج السادس ، كان آخر عيد يتم الاحتفال به في يونيو. تم التخلي عن تنسيق عشوائي في عام 1952 ، عندما نقل الحاكم العام في المجلس يوم الإمبراطورية ونقل تعديل القانون يوم فيكتوريا إلى الاثنين قبل 25 مايو ،  وكان عيد ميلاد الملك الرسمي في كندا من خلال إعلانات نائب الملك المنتظمة التي تتم في نفس التاريخ من كل عام بين عامي 1953 و 1957 ، عندما أصبح الارتباط دائمًا.  العطلتان منفصلتان في القانون تمامًا باستثناء تعيينهما للاحتفال بهما في نفس اليوم ؛ إنها عطلة عامة في نونافوت  ونيو برونزويك (هناك يوم راحة يتم فيه إغلاق شركات البيع بالتجزئة ). يتميز عيد ميلاد الملكة الرسمي بإطلاق تحية مدفعية في العواصم الوطنية والمحلية ورفع علم الاتحاد الملكي على المباني التابعة للتاج الفيدرالي ، إذا كان هناك قطب رابع متاح.
كان العاهل الكندي في كندا في عيد ميلاده الرسمي مرتين. كانت المرة الأولى في 20 مايو 1939 ، عندما كان الملك جورج السادس في جولة من الساحل إلى الساحل في كندا وتم الاحتفال بعيد ميلاده الرسمي بحفل تروينغ الملون في تل البرلمان.  كانت المرة الثانية عندما كانت الملكة إليزابيث الثانية في كندا في الفترة من 17 إلى 25 مايو 2005 ، للاحتفال بالذكرى المئوية لدخول ساسكاتشوان وألبرتا إلى الاتحاد. لم يتم تنظيم أي أحداث من قبل الحكومة ، باستثناء تلك التي يمليها البروتوكول العادي ، للاعتراف بعيد الميلاد الرسمي. حضر الأمير تشارلز ، وريث العرش ، وزوجته كاميلا ، في عام 2012 أحداثًا في سانت جون ، ونيو برونزويك ، وتورنتو ، أونتاريو ، بمناسبة عيد ميلاد الملكة الرسمي.  في عام 2014 ، حضر الزوجان مراسم في تشارلوت تاون ، جزيرة الأمير إدوارد.

## نيوزيلندا
في نيوزيلندا ، عيد ميلاد الملكة هو عطلة عامة يتم الاحتفال بها في يوم الاثنين الأول من شهر يونيو. الاحتفالات رسمية بشكل رئيسي ، بما في ذلك قائمة عيد ميلاد الملكة والاحتفالات العسكرية.  كانت هناك اقتراحات ، مع بعض الدعم السياسي ،  لاستبدال عطلة ماتاريكي (رأس السنة الماورية) كعطلة رسمية. أثيرت فكرة إعادة تسمية عطلة نهاية أسبوع عيد ميلاد الملكة إلى عطلة نهاية أسبوع هيلاري ، بعد متسلق الجبال السير إدموند هيلاري ، في عام 2009

## المملكة المتحدة
تم الاحتفال بعيد ميلاد الملك في المملكة المتحدة منذ عام 1748 ، في عهد الملك جورج الثاني. تم الاحتفال بعيد ميلاد الملكة الرسمي أصلاً في الخميس الثاني من يونيو ، في نفس اليوم الذي احتفل فيه والدها الملك جورج السادس بعيد ميلاده الرسمي خلال فترة حكمه. ومع ذلك ، تم تغيير هذا في عام 1959 ، بعد سبع سنوات من توليها الملكة ، وتم الاحتفال بعيد ميلادها الرسمي منذ ذلك الحين في السبت الثاني من يونيو.  إدوارد السابع ، الذي حكم من 1901 إلى 1910 وكان عيد ميلاده في 9 نوفمبر ، بعد 1908 ، نقل الحفل إلى الصيف على أمل الطقس الجيد. 
يتم الاحتفال باليوم في لندن من خلال حفل ترويض الألوان ، والذي يُعرف أيضًا باسم موكب عيد ميلاد الملكة. يتم الإعلان عن قائمة تكريم عيد الميلاد في وقت احتفالات عيد الميلاد الرسمية. في البعثات الدبلوماسية البريطانية ، يتم التعامل مع اليوم باعتباره اليوم الوطني للمملكة المتحدة. على الرغم من أنه لا يتم الاحتفال به كعطلة عامة محددة في المملكة المتحدة ، يتم منح بعض الموظفين المدنيين «يوم امتياز» في هذا الوقت من العام ، والذي يتم دمجه غالبًا مع عطلة الربيع في الربيع (يوم الاثنين الماضي في مايو) لإنشاء عطلة نهاية أسبوع طويلة ، الذي تم إنشاؤه جزئيًا للاحتفال بعيد ميلاد الملك.
كما تحتفل أجزاء من اسكتلندا بعيد ميلاد الملكة فيكتوريا يوم الاثنين الماضي قبل 24 مايو أو في 24 مايو. عادة ما تغلق الحكومة المحلية ومؤسسات التعليم العالي في هذا اليوم.

### أقاليم ما وراء البحار البريطانية
عيد ميلاد الملكة الرسمي هو عطلة رسمية في جبل طارق ومعظم الأقاليم البريطانية فيما وراء البحار الأخرى. في عام 2008 ، قررت حكومة برمودا أن يتم استبدال اليوم بيوم الأبطال الوطني ، ابتداء من العام التالي ،  على الرغم من احتجاجات سكان الجزيرة ، الذين وقعوا عريضة تدعو إلى الاحتفاظ بعيد ميلاد الملكة الرسمي.  تحتفل جزر فوكلاند باليوم الفعلي لولادة الملكة ، 21 أبريل ، حيث يحدث يونيو في أواخر الخريف أو الشتاء هناك. إنها عطلة عامة في سانت هيلانة وأسنسيون وتريستان دا كونها ، حيث تقع في يوم الاثنين الثالث من شهر أبريل. تحتفل جزيرة نورفولك ، المنطقة الخارجية لأستراليا ، بعيد ميلاد الملكة يوم الاثنين بعد السبت الثاني في يونيو.

## دول الكومنولث الأخرى
تحتفل توفالو بعيد ميلاد الملكة الرسمي يوم السبت الثاني من يونيو.  في سانت كيتس ونيفيس ، يتم تحديد موعد العطلة كل عام.  جزر كوك ، بابوا غينيا الجديدة ، وجزر سليمان تفعل ذلك يوم الاثنين الثاني من يونيو. جزر كوك ، وهي دولة تتمتع بالحكم الذاتي في ارتباط حر مع نيوزيلندا ، تحتفل أيضًا بالعطلة في يوم الاثنين الثاني من شهر يونيو.

### عوالم الكومنولث السابقة
على الرغم من قيام فيجي بإلغاء الملكية في عام 1987 ، بعد الانقلاب العسكري الثاني ، استمر الاحتفال بعيد ميلاد الملكة كل 12 يونيو حتى عام 2012. وفي ذلك العام ، أعلنت الحكومة العسكرية للكومودور فرانك باينيماراما إلغاء العطلة.
كإرث من الحكم البريطاني ، تواصل ماليزيا الاحتفال بعيد ميلاد ملكها الرسمي خلال الأسبوع الأول من شهر يونيو.